# Grönalund, Trelleborgs kommun
Grönalund är en by på Söderslätt i Trelleborgs kommun.
Mellan åren 1905–1949 låg här Grönalunds tivoli, ett populärt nöjesställe och dansbana med en egen hållplats på järnvägslinjen Börringe–Östra Torp. Idag är det mesta övervuxet och borta. Kvar finns bara en informationsskylt och en träbänk i en skogsdunge samt en fornminnesskylt utmed vägen.